# Renormalizacijska grupa
Renormalizácijska grúpa je v fiziki pojem, ki na sistematičen način obravnava enoparametrične družine reskalacije. Renormalizacija izvira iz kvantne teorije polja. Razvili so jo fiziki Schwinger, Tomonaga, Feynman in Dyson. Podobno zamisel za potrebe statistične teorije polja sta kasneje razvila ameriška fizika Wilson in Kadanoff.
Imejmo družino modelov prek določenega prostora, ki dovoljuje takšne reskalacije, da so avtomorfizmi in niso togi premiki. V evklidskem prostoru togi premiki med dvema točkama ohranjajo razdaljo. Čeprav je reskalacija evklidskega prostora avtomorfizem v smislu, da je preprosto reskaliran n-razsežen evklidski prostor še en n-razsežen evklidski prostor, in sta oba izomorfna, vendar ni togi premik, ker spremeni razdalje za konstantni faktor. Podobna stvar je s prostorom Minkowskega. Kakorkoli pa to ne velja za skladne geometrije, ker so tam reskalacije togi premiki. Množica vseh modelov družine se imenuje parametrični prostor, ki je včasih mnogoterost. Po navadi dovoljuje diferenciabilno strukturo. Zaradi reskalacijskih avtomorfizmov osnovnega prostora ne bomo vedno dobili enakega modela. Tukaj privzamemo, da z reskalacijo osnovnega prostora vsak reskaliran model družine še vedno pripada družini. Reskalacijska grupa je izomorfna R+, grupi pozitivnih realnih števil pod množenjem. Velja omeniti, da reskalacijska grupa deluje na parametrični prostor. Poleg tega privzamemo, da je takšno delovanje grupe odvedljivo (oziroma zvezno/gladko - odvisno od tega kakšno renormalizacijsko grupo potrebujemo). Reskalacijska grupa se imenuje renormalizacijska grupa in delovanje grupe se imenuje tok renormalizacijske grupe.

## Ustrezno, obrobno in nepomembno
Pri delovanju povečevalne reskalacije lahko ima parameter pozitiven, ničelen ali negativen karakteristični eksponent Ljapunova. Takšen parameter se potem imenuje ustrezen, obroben ali nepomemben parameter. V limiti, ko se reskalacijski parameter približa neskončnosti, se tok renormalizacijske grupe steka k infrardečim atraktorjem. Točke na takšnih atraktorjih se imenujejo vsesplošni razredi, ker veliko različnih modelov v parametričnem prostoru začne izgledati kakor ta model pri dovolj velikih povečavah. To v osnovi pomeni, da učinki malih povečav zelo slabo vplivajo na učinke pri velikih povečavah (odvisnost razredov od merila). Pogosto je parametrični prostor neskončnorazsežen (zelo velik), infrardeči atraktorji pa so le končnorazsežni. Zato je prostor vsesplošnih razredov precej manjši kot izvirni parametrični prostor. Če obravnavamo dovolj velike povečave in se ne oziramo na približke, lahko skrčimo celotni parametrični prostor na prostor vsesplošnih razredov. Delovanje renormalizacijske grupe, ki je omejeno na ta atraktor, je še vedno delovanje grupe. Za modele znotraj dovolj majhne okolice atraktorja v parametričnem prostoru lahko to okolico projiciramo na atraktor in bo delovanje renormalizacijske grupe vodilo k še boljšim približkom. Obratno delovanje bo morebiti vodilo do divergence zunaj okolice za skoraj vsako točko v okolici. To pomeni, da moramo renormalizacijsko grupo obravnavati kot monoid v tej omejitvi. Podobno lahko imajo tokovi renormalizacijske grupe ultravijolične atraktorje.